# Kinh Ví dụ dấu chân voi
Kinh Ví dụ dấu chân voi là tên của 2 bài được đánh số 27: Tiểu kinh Ví dụ dấu chân voi (tiếng Pali: Cūrahatthipadopama-sutta), và số 28: Đại kinh Ví dụ dấu chân voi (tiếng Pali: Mahàhatthipadopama sutta), trong kinh Trung Bộ hệ kinh điển Pali.
Trong Kinh văn Phật giáo Hán ngữ, tồn tại một bài kinh văn có nội dung tương đương là Tượng tích dụ kinh (象跡喩経, kinh số 146, Trung A-hàm, Taishozo 26).
Nội dung các bài kinh nói về vạn vật đều quy vào vào Phật pháp, tương tự "dấu chân voi" như một ẩn dụ to lớn có thể chứa đựng được các dấu chân của muôn thú khác.
Kinh Ví dụ dấu chân voi được dịch sang tiếng Nhật và được biết nhiều trong Phật giáo Nhật Bản. Bài Tiểu kinh có tên gọi là "Shozō-shakuyūkyō" (小象跡喩経, しょうぞうしゃくゆきょう) và bài Đại kinh có tên là "Daizō-shakuyūkyō" (大象跡喩経, だいぞうしゃくゆきょう).